# Ochozské plošiny
Ochozské plošiny jsou geomorfologický okrsek na jižní Moravě, severně od Brna. Jsou součástí podcelku Moravského krasu, který je částí Drahanské vrchoviny.
Ochozské plošiny jsou jižní částí Moravského krasu a tvoří je převážně devonské vápence s krasovými jevy (jeskyně), které jsou doplněny ostrůvky usazenin z neogénu a čtvrtohor. Okrsek tvoří soustava tří krasových plošin (od severu to jsou Babická plošina, Skalka a Hádecká plošina), které jsou navzájem od sebe rozděleny údolími s vodními toky, případně tektonickým údolím v podobě Řícmanicko-kanického prolomu. Nejvyšším bodem je vrchol Nad Střelčím (527 m n. m.).
Většina území Ochozských plošin je zalesněna a částečně spadá do působnosti Školního lesního podniku Masarykův les Křtiny Mendelovy univerzity v Brně. Jedná se o území druhově různorodé, na jeho jižním okraji rostou některé výrazně teplomilné rostliny, v chladných údolích potom podhorské druhy. Ochozské plošiny tvoří příměstskou rekreační oblast Brna a z větší části jsou součástí chráněné krajinné oblasti Moravský kras. Na jejich území se vyskytuje množství maloplošných chráněných území.